# Bindoes

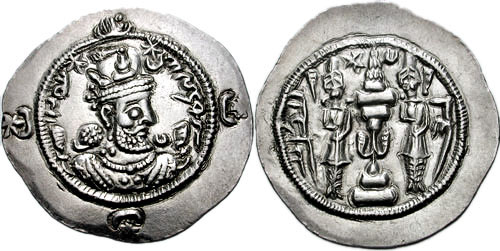
Dracma de r.

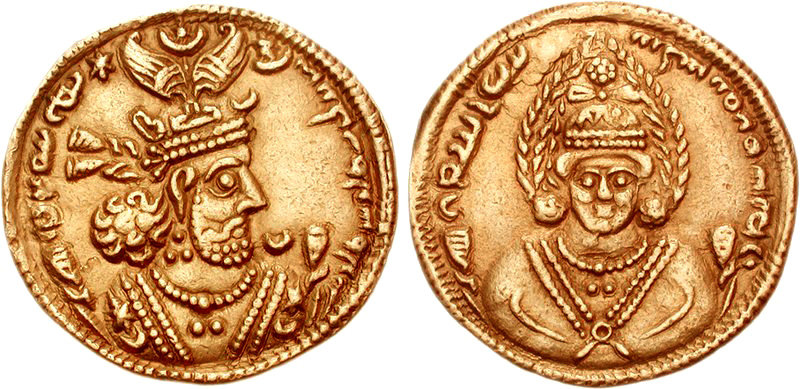
Dinar de ouro de r.

Bindoes ou Bendoes (em grego: Βινδοές; Βενδοές), Vinduyi(h), Vinduya(h), Binduyi(h), Binduya(h) ou Bendoy, foi um nobre sassânida da proeminente família Ispabudã. Sua primeira menção ocorre no final do reinado do xá Hormisda IV (r. 579–590) quando, após ser preso, participou ao lado de seu irmão Bestã na deposição do monarca e na ascensão de seu filho Cosroes II (r. 591–628).
Pouco depois, Bindoes participou duma ação militar contra o usurpador Vararanes VI (r. 590–591) e ajudou Cosroes a fugir à corte bizantina. Em seguida, comandou tropas na decisiva Batalha do Blaratão, que encerrou a rebelião e permitiu Cosroes reascender ao trono. Alguns anos mais tarde, talvez em 594, foi morto por ordens de seu sobrinho.

## Biografia
Neto do general Aspebedes, era foi filho do oficial Sapor e irmão do também oficial Bestã. Além de Bestã, teve uma irmã que se casou com o xá Hormisda IV (r. 579–590), sendo ele, por conseguinte, tio materno de Cosroes II (r. 591–628). Oponente de Hormisda IV, foi preso em Ctesifonte, a capital imperial, mas logo foi libertado por conspiradores e participou, ao lado de seu irmão, num golpe palaciano que depôs, cegou e matou Hormisda, elevando Cosroes ao trono. À época, o Império Sassânida estava sob ameaça de uma revolta liderada pelo auto-intitulado Vararanes VI. Sob comando de um grande contingente rebelde, Vararanes VI marchou em direção a Ctesifonte. Em meio a sua marcha enfrentou o exército de Cosroes II, no qual Bindoes comandou o centro, e o derrotou.
Incapaz de opôr-se a Vararanes VI, o xá e seus tios fugiram para o Azerbaijão. Bestã ficou para trás para reunir tropas, enquanto Bindoes escoltou Cosroes para o Império Bizantino. No caminho, foram surpreendidos pelas tropas rebeldes e Bindoes permitiu-se ser capturado para garantir a fuga do monarca. Mais tarde, foi libertado por conspiradores que planejavam matar Vararanes VI. A tentativa falhou e ele escapou para o Azerbaijão onde reuniu um exército para ajudar Cosroes II. Tempos depois, na Armênia, acompanhou o oficial bizantino João Mistacão para juntar o exército enviado pelo imperador Maurício (r. 582–602) para restaurar Cosroes II. No começo de 591, o xá retornou com auxílio militar dos bizantinos, e foi acompanhado por 12 mil cavaleiros armênios e 8 000 tropas do Azerbaijão recrutadas por Bestã. Na Batalha do Blaratão, o exército de Vararanes VI sofreu uma derrota decisiva, e Cosroes II reclamou Ctesifonte e seu trono.
Após sua vitória, Cosroes II recompensou seus tios com altas posições: Bindoes tornou-se tesoureiro e primeiro ministro e Bestã recebeu o posto de aspabedes do Oriente. Logo, porém, Cosroes mudou de ideia: tentando dissociar-se de seu pai morto, o xá decidiu executá-los. A tradicional desconfiança dos xás sassânidas de magnatas mais-poderosos e o ressentimento pessoal de Cosroes da conduta paternalista de Bindoes contribuíram para esta decisão. Ele foi logo condenado à morte e, segundo fonte siríaca, foi capturado e morto enquanto tentava fugir para junto de seu irmão no Oriente. Sua morte possivelmente ocorrem em 594.